# Anthony Scholl
Anthony James Scholl (* 18. Dezember 1955) ist ein britischer Mathematiker, der sich mit Zahlentheorie und Arithmetischer Algebraischer Geometrie befasst.

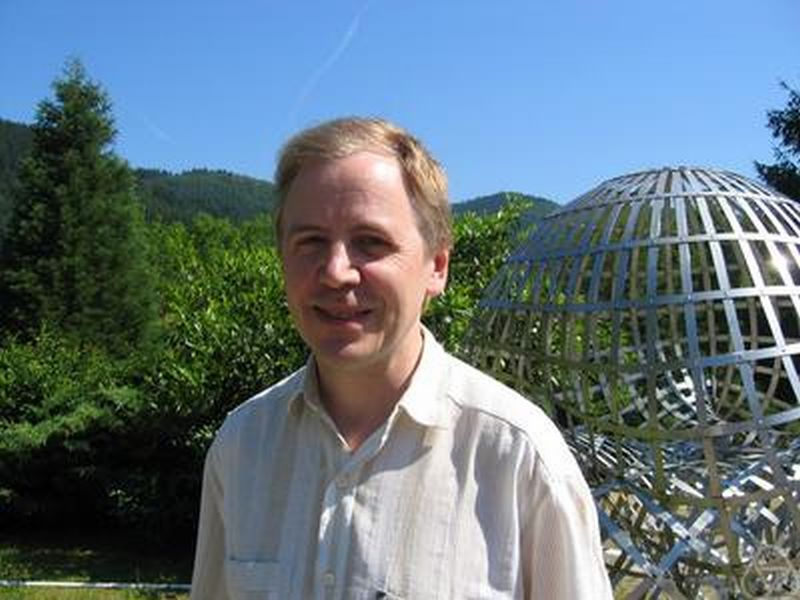
Anthony Scholl, Oberwolfach 2005

Scholl studierte ab 1973 am Christ Church College der Universität Oxford mit dem Bachelorabschluss (mit Bestnoten) 1976 und war dort Senior Scholar. 1980 wurde er dort bei Bryan John Birch promoviert (Problems in Diophantine Geometry). Ab 1981 war er Junior Lecturer in Oxford und ab 1982 bis 1984 Junior Research Fellow am Wolfson College. 1984 wurde er Lecturer an der University of Durham, an der er 1989 Professor wurde und 1998 bis 2001 das Mathematik-Department leitete. Seit 2001 ist er Kuwait Professor für Zahlentheorie und Algebra an der Universität Cambridge.
Er war Gastprofessor an der Universität Paris (1992) und 1993 und 1998 am Isaac Newton Institute in Cambridge. 1989/90 war er am Institute for Advanced Study.
1985 bewies er mit abstrakten kohomologischen Methoden der arithmetischen algebraischen Geometrie die in den 1960er Jahren aus Computerrechnungen aufgestellten Kongruenzen von A. O. L. Atkin und Peter Swinnerton-Dyer von Modulformen. Er befasste sich mit der Arithmetik von L-Funktionen und den Beilinson-Vermutungen. Mit Jan Nekovar entwickelte er eine Theorie von Verallgemeinerungen der Beilinson-Vermutung (plektische Vermutung, plektische Kohomologie).
1992  erhielt er den Whitehead-Preis. 2001/02 war er Leverhulme Fellow.
Er ist mit der Pianistin Gülsin Onay verheiratet.

## Schriften
- mit Nekovar: Introduction to plectic cohomology, in: Dihua Jiang, F. Shahidi, D. Soudry (Hrsg.): Advances in the Theory of Automorphic Forms and Their L-functions, Contemp. Math., Band 664, Amer. Math. Soc., 2016, S. 321–337
- Herausgeber mit Richard Taylor Galois representations in arithmetic algebraic geometry, Cambridge University Press 1998 (darin von Scholl: An Introduction to Kato´s Euler Systems, S. 379–460)
- Vanishing Cycles and non-classical parabolic cohomology,  Inventiones Mathematicae, Band 124, 1996, S. 503–524
- Height pairings and special values of L-functions, in Uwe Jannsen, Steven Kleiman, Jean-Pierre Serre (Herausgeber) Motives (Seattle 1991),  Proc. Symp. Pure Math., Band 55, 1994, Teil 1, S. 571–598 (darin ist außerdem von Scholl Classical Motives)
- Remarks on special values of L-functions, in John Coates, Richard Taylor L-functions in Arithmetic, Cambridge University Press 1991, S. 373–392 (außerdem ist darin von Scholl und Christopher Deninger The Beilinson conjectures)
- Motives for modular forms, Inventiones Mathematicae, Band 100, 1990, S. 419–430
- Modular forms and de Rham cohomology; Atkinson-Swinnerton-Dyer congruences, Inventiones Mathematicae, Band 79, 1985, S. 49–77
- A trace formula for F crystals, Inventiones Mathematicae, Band 79, 1985, S. 31–48